# Carácter biológico

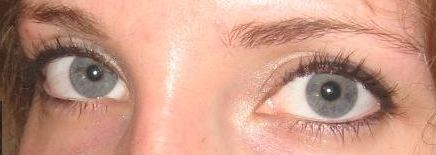
Um traço fenotípico dos humanos: olhos cinzentos.

Carácter biológico ou traço fenotípico, por vezes referido simplesmente por traço ou carácter, designa em vários campos das ciências biológicas uma variante distinta de uma característica fenotípica de um organismo específico que pode ser predominantemente hereditária ou determinada pelas condições ambientais, mas que tipicamente ocorre por uma combinação desses dois factores. Por exemplo, a cor dos olhos nos humanos é um carácter biológico, enquanto as versões da cor dos olhos que conduzem a olhos castanhos ou azuis, são traços.  O termo traço é geralmente usado em genética para descrever a expressão fenotípica de distintas combinações de alelos em diferentes organismos individuais dentro de uma única população, como a famosa coloração roxa versus branca da flor nas ervilheiras de Gregor Mendel. Em contraste, em sistemática, o termo estado de caráter é empregado para descrever características que representam diferenças diagnósticas fixas entre taxa, como a ausência de caudas nos grandes macacos, relativo a outros grupos de primatas.

## Definição
Um traço fenotípico é uma característica óbvia de um organismo, reconhecível e mensurável, que é a expressão de genes de forma observável. Um exemplo de uma característica fenotípica em humanos é uma cor específica de cabelo ou cor dos olhos. Os genes subjacentes, que compõem o genótipo, determinam a cor do cabelo, mas a cor do cabelo observada é o fenótipo. O fenótipo é dependente da constituição genética do organismo, mas é também influenciado pelas condições ambientais às quais o organismo é submetido ao longo de seu desenvolvimento ontogenético, incluindo vários processos epigenéticos. Independentemente do grau de influência do genótipo em relação ao ambiente, o fenótipo abrange todas as características de um organismo, incluindo traços em múltiplos níveis de organização biológica, variando de traços comportamentais e características de história evolutiva da vida (por exemplo, tamanho da ninhada), até à morfologia (por exemplo, altura e composição corporal), à fisiologia (por exemplo, pressão sanguínea), às características celulares (por exemplo, composição lipídica da membrana, densidades mitocondriais), às componentes de vias bioquímicas, e até de RNA mensageiro.
Em organismos diploides a origem genética dos diferentes traços fenotípicos é causada por diferentes variantes de genes, ou alelos, que surgem por mutação num único indivíduo e são transmitidos para sucessivas gerações.

## Bioquímica da dominância e expressão de traços fenotípicos
A bioquímica das proteínas intermediárias determina como elas interagem na célula. Portanto, a bioquímica prediz a forma como diferentes combinações de alelos produzem características biológicas distintas.
Padrões de expressão alargada presentes em organismos diploides incluem facetas de dominância incompleta, de codominância e da presença de alelos múltiplos. Dominância incompleta é a condição na qual nenhum alelo domina isoladamente num heterozigoto, permitindo que o fenótipo seja intermediário, permitindo que cada alelo esteja presente no heterozigoto. Codominância refere-se à relação alélica que ocorre quando dois alelos são expressos no heterozigoto e ambos os fenótipos são observados simultaneamente. A presença de alelos múltiplos denota a presença mais de dois alelos comuns de um determinado gene. Os grupos sanguíneos em humanos são um exemplo clássico. As proteínas dos grupos sanguíneos ABO são importantes na determinação do tipo sanguíneo em humanos, e isso é determinado por diferentes alelos de um único locus.